# آلفين نيو
آلفين نيو (بالإنجليزية: Alvin New)‏ هو سياسي أمريكي، ولد في 1963.